# 萨韦讷
萨韦讷（法語：Savennes，法語發音：[savɛn]）是法国克勒兹省的一个市镇，属于盖雷区和大盖雷城市公共社区。

## 地理
萨韦讷（46°6'21"N, 1°53'17"E）面积6.93 平方千米，位于法国新阿基坦大区克勒兹省，该省份为法国中部省份，位于法國中央高原西北部，北起安德尔省和谢尔省，西接维埃纳省，南至科雷兹省，东临多姆山省，东北与阿列省接壤。
与萨韦讷接壤的市镇（或旧市镇、城区）包括：盖雷、佩拉布、萨尔当、圣克里斯托夫、圣费尔。

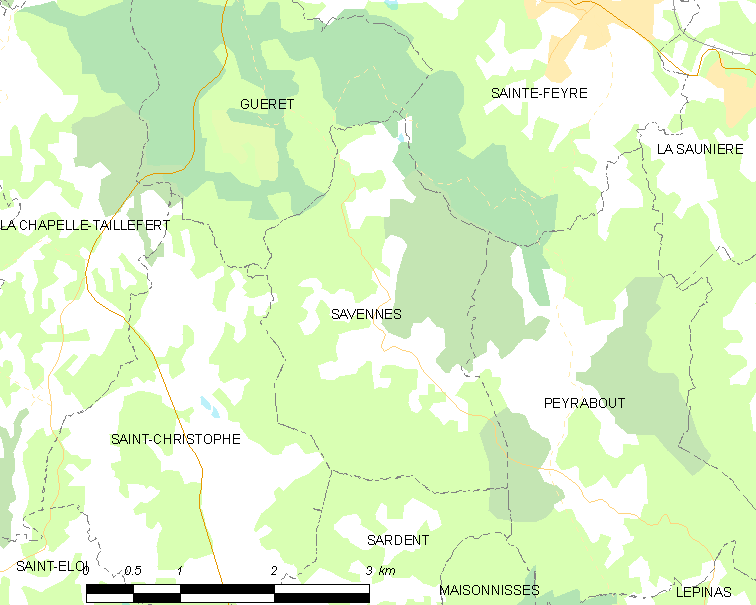
萨韦讷的OSM定位图

萨韦讷的时区为UTC+01:00、UTC+02:00（夏令时）。

## 行政
萨韦讷的邮政编码为23000，INSEE市镇编码为23170。

## 政治
萨韦讷所属的省级选区为盖雷第一县。

## 人口

1962-2008年间萨韦讷人口变化图示

萨韦讷于2022年1月1日时的人口数量为209人。